# Pseudoplesiopinae
Die Pseudoplesiopinae sind eine Gruppe kleiner Meeresfische, die an den Küsten des tropischen Indopazifiks vorkommen. Sie bilden eine Unterfamilie innerhalb der Familie der Zwergbarsche (Pseudochromidae).

## Merkmale
Die Pseudoplesiopinae sind sehr kleine Fische und erreichen je nach Art eine Länge von 2,3 bis 6 Zentimetern. Ihr Kopf ist beschuppt, das Gaumenbein bezahnt. Die meisten Rückenflossenstrahlen sind einfach. Die Bauchflossen werden von einem Flossenstachel und drei oder vier Weichstrahlen gestützt, bei den Brustflossen sind es 17 bis 19 Flossenstrahlen. Die Pseudoplesiopinae unterscheiden sich unter anderem durch ihre nur mit einer vorn liegenden Pore versehenen Seitenlinienschuppen von den drei anderen Unterfamilien der Zwergbarsche. Ihre Urohyale, eine Sehnenverknöcherung im Schädel, hat einen auffälligen nach oben gerichteten Auswuchs. Die Basihyale, ein Element zwischen den Zungenbeinen, ist mit der vorn liegenden Fläche der ersten Basibranchiale (Knochen an der Basis des ersten Kiemenbogens) verbunden. Der Coracoid gelenkt bauchseitig mit der mittleren Fläche der seitlichen Lamelle des Cleithrum. Die Basis des vorderen Beckenauswuchses liegt relativ weit hinten. Der hintere Teil der Beckenknochen verfügt über einen seitlichen dreieckigen oder hakenförmigen Auswuchs.

## Gattungen und Arten
Es gibt fünf Gattungen und fast 30 Arten:
- Gattung Amsichthys Gill & Edwards, 1999
  - Amsichthys knighti (Allen 1987)
- Gattung Chlidichthys Smith, 1953
  - Chlidichthys abruptus Lubbock, 1977
  - Chlidichthys auratus Lubbock, 1975	
  - Chlidichthys bibulus (Smith, 1954)
  - Chlidichthys cacatuoides Gill & Randall, 1994
  - Chlidichthys chagosensis Gill & Edwards, 2004
  - Chlidichthys clibanarius Gill & Edwards, 2004
  - Chlidichthys foudioides Gill & Edwards, 2004
  - Chlidichthys inornatus Lubbock, 1976	
  - Chlidichthys johnvoelckeri Smith, 1953
  - Chlidichthys pembae Smith, 1954
  - Chlidichthys randalli Lubbock, 1977	
  - Chlidichthys rubiceps Lubbock, 1975	
  - Chlidichthys smithae Lubbock, 1977
- Gattung Lubbockichthys Gill & Edwards, 1999
  - Lubbockichthys multisquamatus (Allen, 1987)
  - Lubbockichthys myersi Gill & Edwards, 2006
  - Lubbockichthys tanakai Gill & Senou, 2002
- Gattung Pectinochromis Gill & Edwards, 1999
  - Pectinochromis lubbocki (Edwards & Randall 1983)
- Gattung Pseudoplesiops Bleeker, 1858
  - Pseudoplesiops annae (Weber, 1913)
  - Pseudoplesiops collare Gill, Randall & Edwards, 1991
  - Pseudoplesiops howensis Allen, 1987
  - Pseudoplesiops immaculatus Gill & Edwards, 2002
  - Pseudoplesiops knighti Allen, 1987
  - Pseudoplesiops occidentalis Gill & Edwards, 2002
  - Pseudoplesiops revellei Schultz, 1953	
  - Pseudoplesiops rosae Schultz, 1943	
  - Pseudoplesiops typus Bleeker, 1858	
  - Pseudoplesiops wassi Gill & Edwards, 2003